# Soldanellonyx lohmannelloides
Soldanellonyx lohmannelloides is een mijtensoort uit de familie van de Halacaridae. De wetenschappelijke naam van de soort is voor het eerst geldig gepubliceerd in 1970 door Sokolov & Jankovskaja.